# Buzice
Buzice jsou obec v okrese Strakonice v Jihočeském kraji. Žije v ní 175 obyvatel. Ve vzdálenosti pět kilometrů západně leží město Blatná, devatenáct kilometrů jižně město Strakonice, dvacet kilometrů jižně město Písek a 28 kilometrů severně město Příbram.

## Historie
První písemná zmínka o vesnici pochází z roku 1384, kdy je zmíněn Przyedotha de Buzicz. Další písemná zmínka pochází z roku 1558, kde je zmíněna i místní tvrz, mlýn a krčmy. V 1. světové válce padlo 19 místních občanů.

## Obyvatelstvo
| Rok            | 1869 | 1880 | 1890 | 1900 | 1910 | 1921 | 1930 | 1950 | 1961 | 1970 | 1980 | 1991 | 2001 | 2011 | 2021 |
| -------------- | ---- | ---- | ---- | ---- | ---- | ---- | ---- | ---- | ---- | ---- | ---- | ---- | ---- | ---- | ---- |
| Počet obyvatel | 573  | 565  | 498  | 490  | 509  | 523  | 426  | 285  | 252  | 225  | 190  | 166  | 136  | 158  | 166  |
| Počet domů     | 80   | 83   | 85   | 87   | 88   | 88   | 87   | 83   | 73   | 68   | 58   | 84   | 88   | 92   | 111  |

## Obecní správa
Mezi lety 1869–1973 Buzice byly obcí v okrese Blatná (1869–1950) a později v okrese Strakonice. Od 1. ledna 1974 do 31. prosince 1992 patřily jako část města k Blatné a od 1. ledna 1993 jsou opět samostatnou obcí.

### Části obce
Obec Buzice se skládá ze dvou částí, vlastních Buzic a vesnice Václavov, které leží v katastrálním území Buzice.

### Obecní symboly
Znak a vlajka byly obci uděleny rozhodnutím předsedy Poslanecké sněmovny Parlamentu České republiky dne 19. listopadu 2009.

## Pamětihodnosti
- Jihozápadně od vesnice stojí buzická tvrz ze druhé poloviny 14. století. Na počátku šestnáctého století ztratila sídelní funkci a v 17. století byla upravena na sýpku.[10]
- Kaple svatého Václava
- Usedlosti čp. 1, 3 a 26

## Galerie

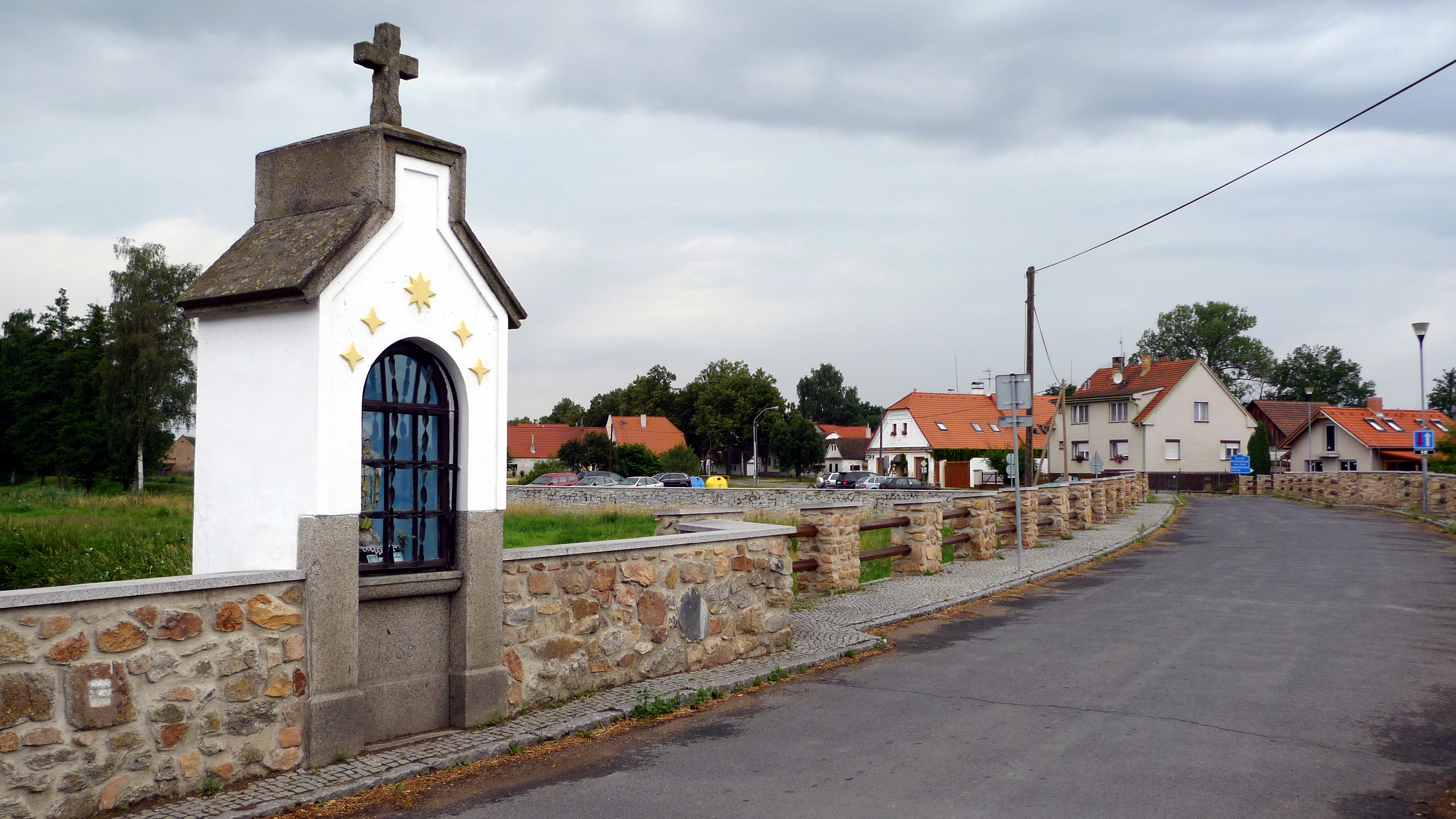
Most přes řeku Lomnice
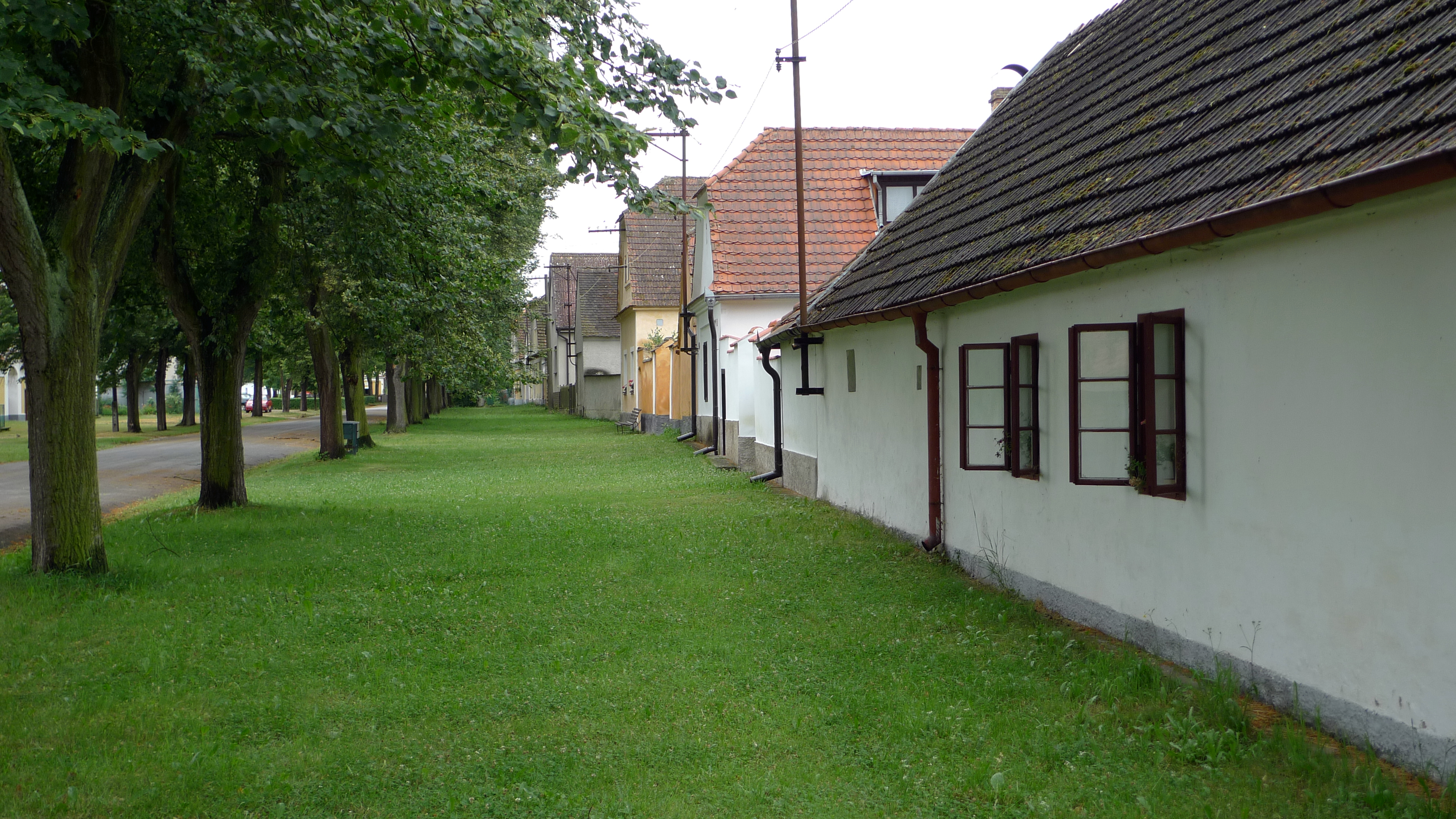
Hlavní ulice
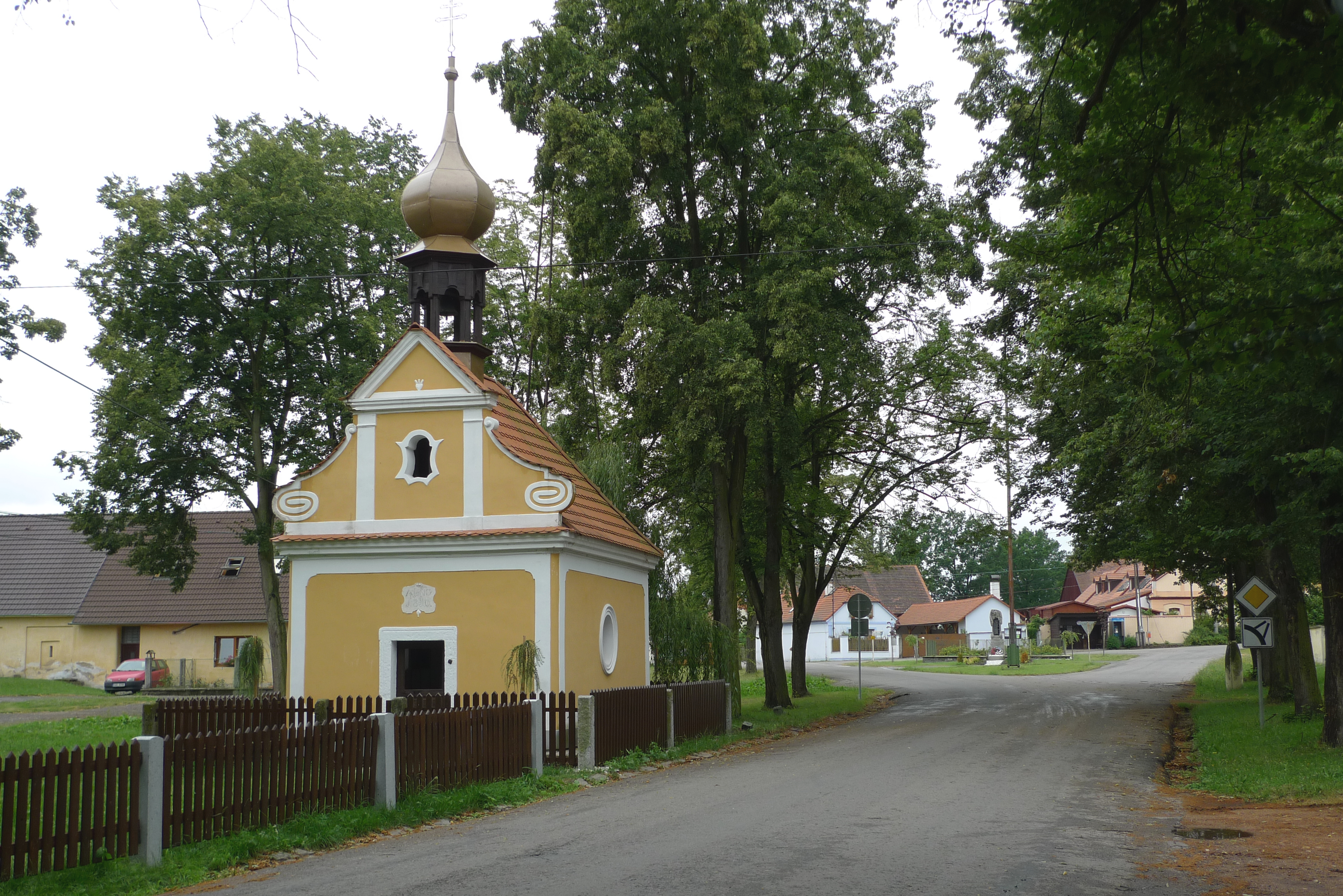
Kaple v centru obce
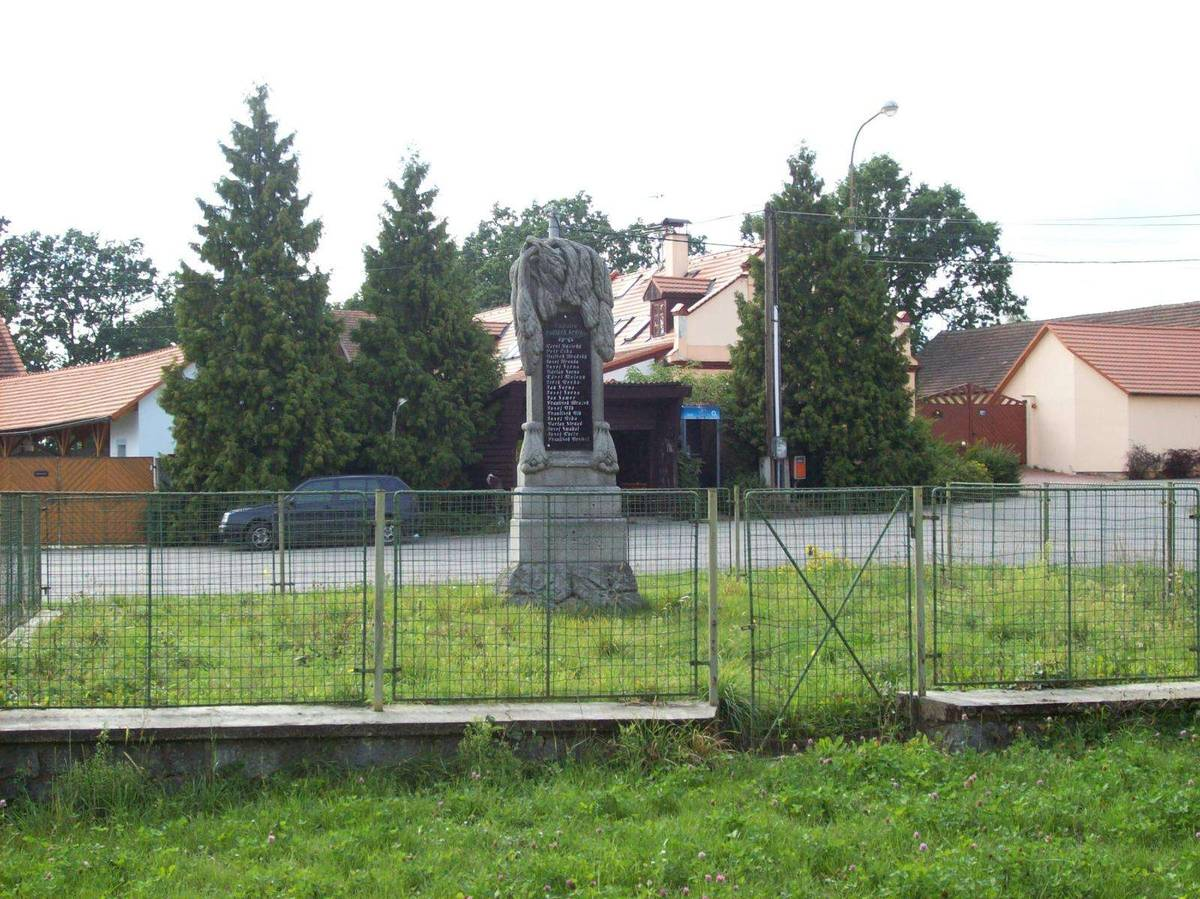
Pomník padlým v 1. světové válce
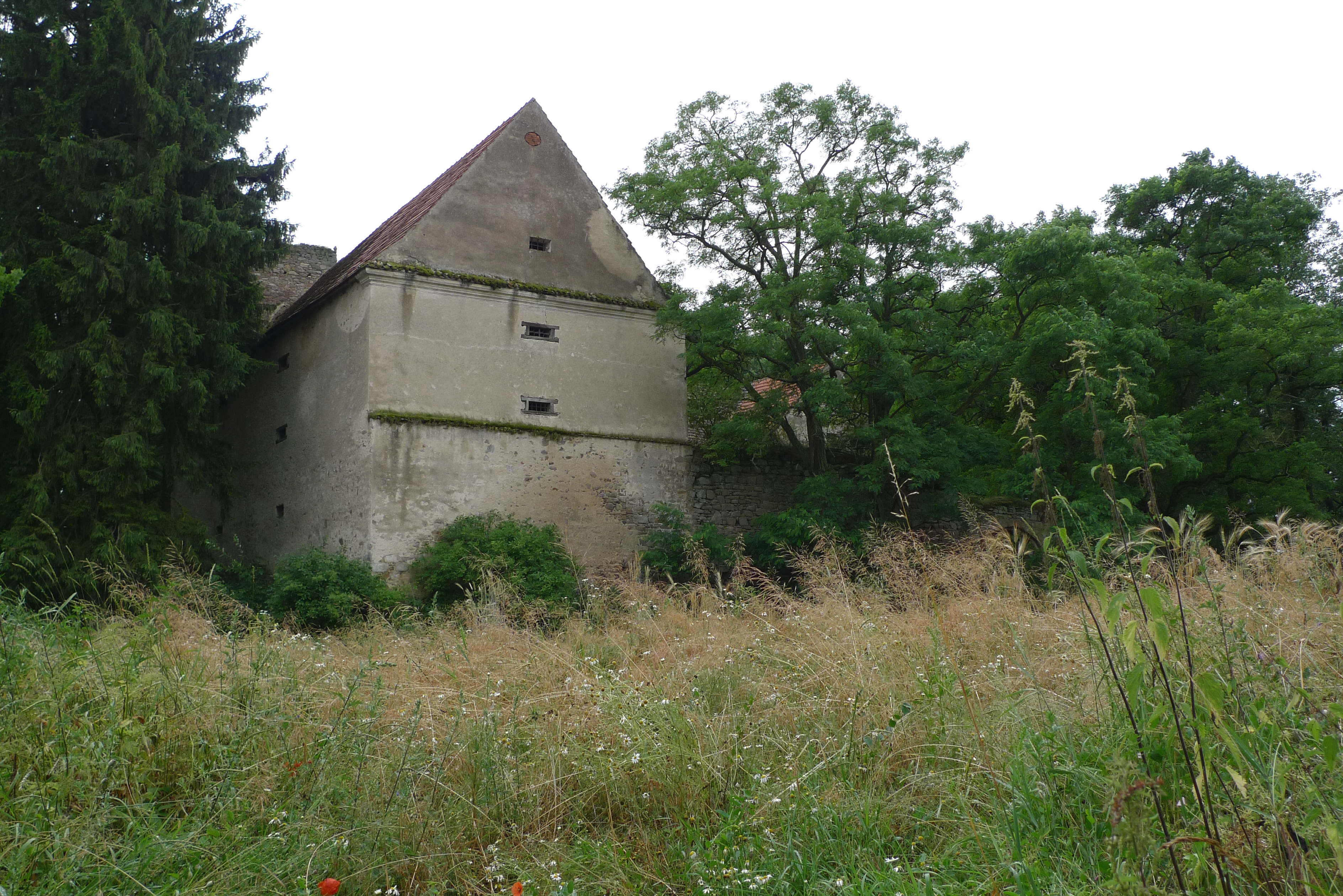
Buzice (hrad)
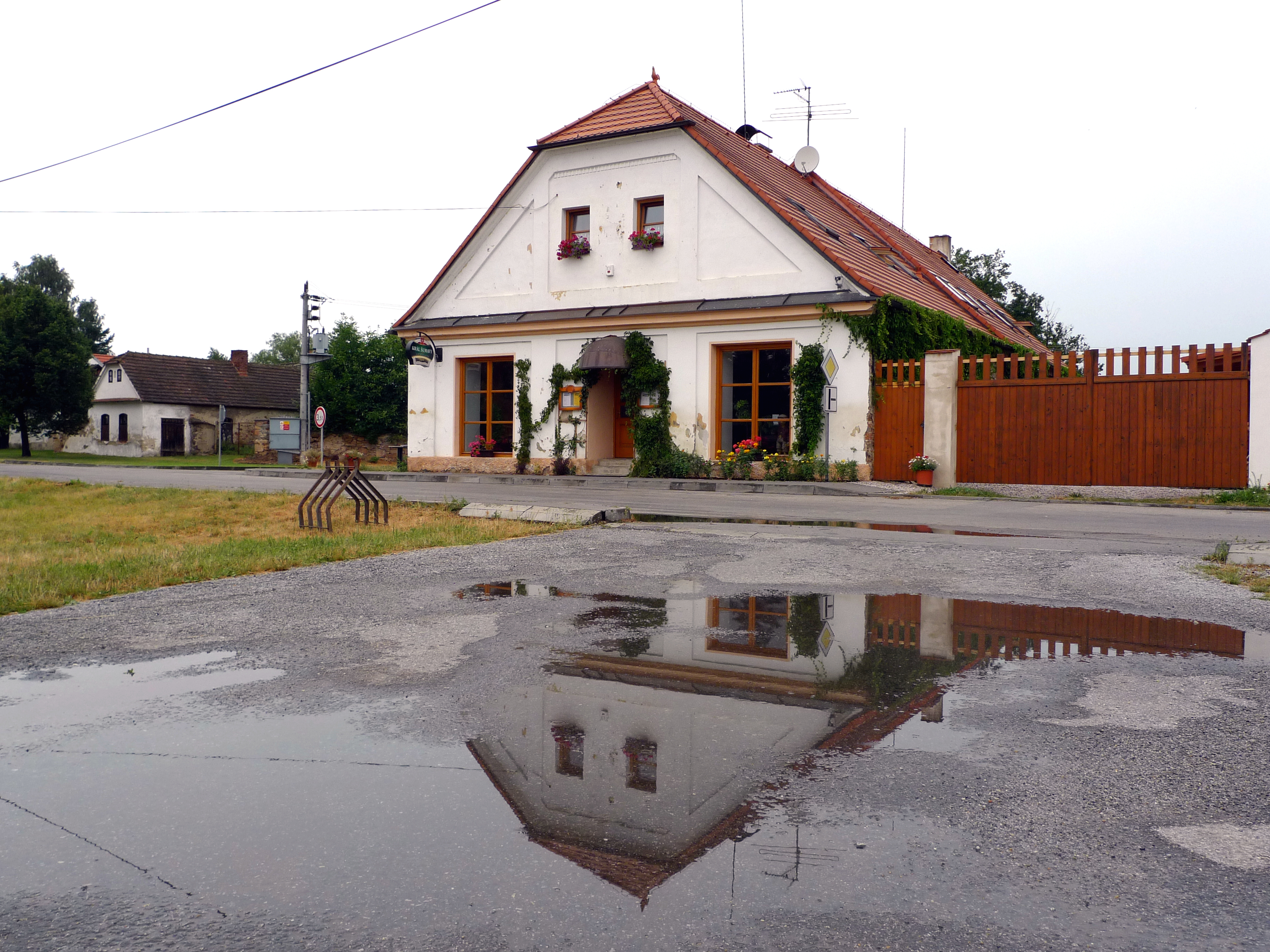
Penzion U Kohoutka